# Hartmut Warkuß
Hartmut Warkuß (* 1940 in Breslau) ist ein deutscher Automobildesigner. 

## Werdegang
Nach einer Ausbildung zum Metallgraveur war Warkuß zunächst für Daimler-Benz sowie Ford tätig, bevor er 1969 zur Audi NSU Auto Union AG nach Ingolstadt wechselte. Warkuß prägte lange Zeit das Erscheinungsbild der Audi-Fahrzeuge, besonders die 1976 und 1982 erschienenen Generationen des Audi 100 sowie den Wandel zum Premiumhersteller. Sein Team entwarf den Audi 100 (C4), der von 1991 bis 1997 verkauft wurde. Das C4-Design wurde später auch in China lizenziert.
1993 wechselte Warkuß in der Funktion als Chefdesigner zur Volkswagen AG nach Wolfsburg. Das erste Fahrzeug, das er für VW gestaltete, ist die Passat-B5-Limousine. Er zeichnet auch für den Entwurf des VW Golf IV verantwortlich. Sein letzter Entwurf für VW war der 2002 erschienene Phaeton. Bis 2003 folgten vielbeachtete Entwürfe für Bugatti. 

## Überblick

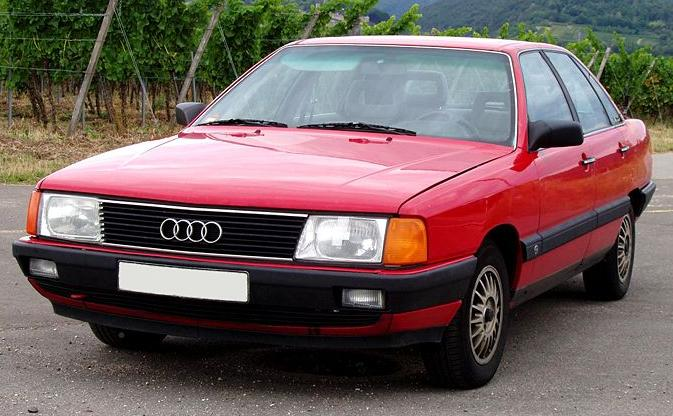
Audi 100 (1982)
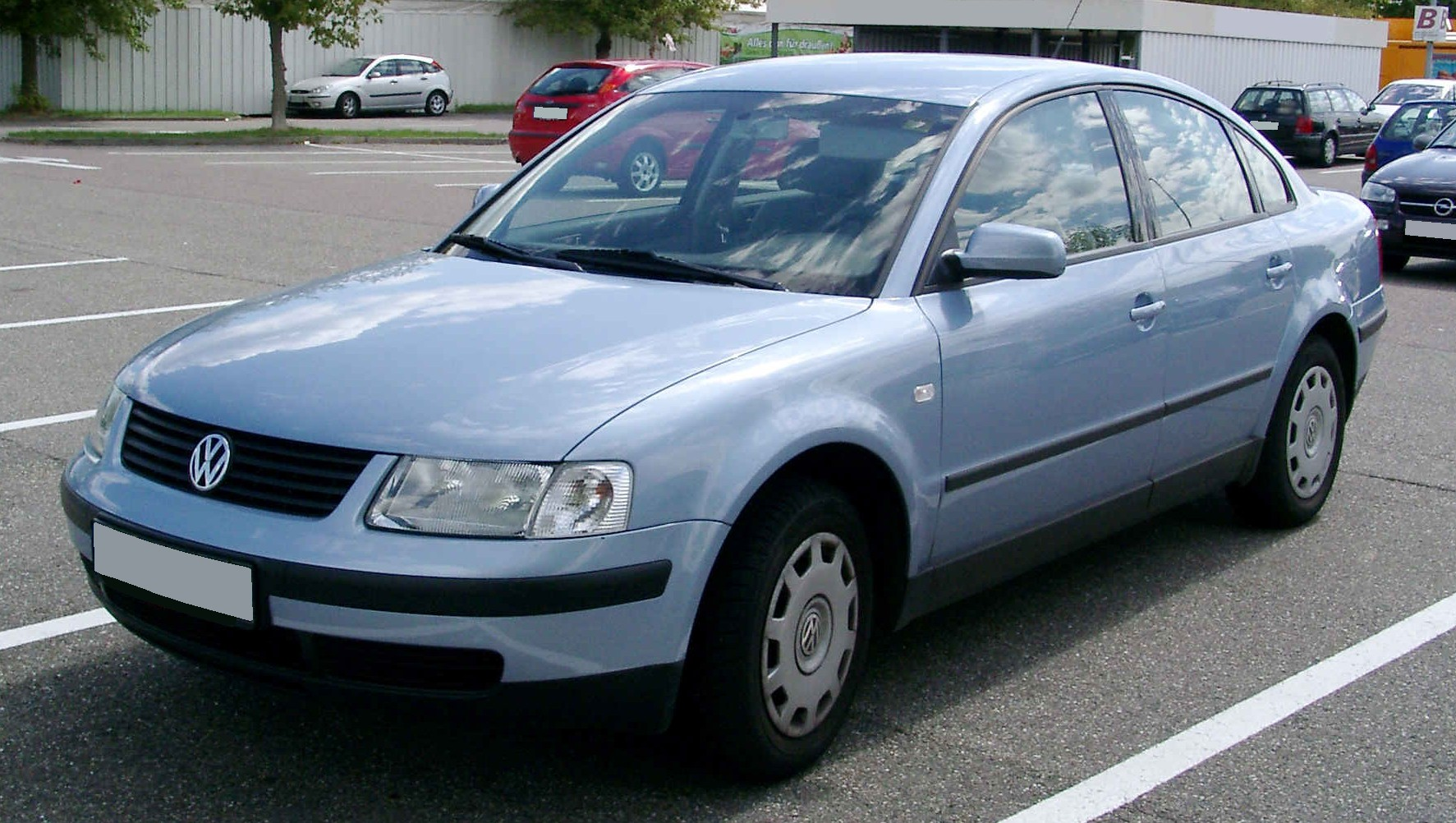
VW Passat (1996)
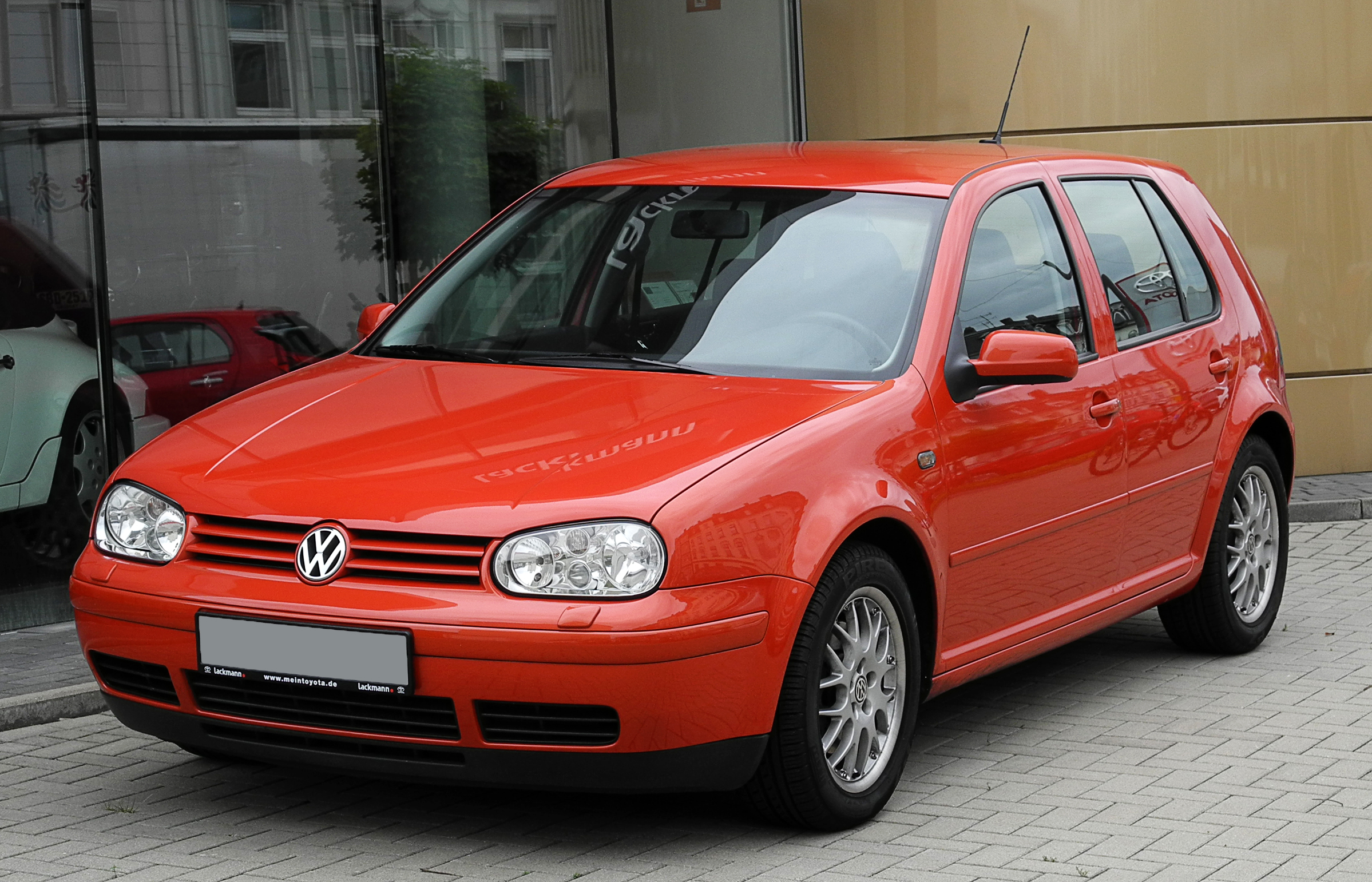
VW Golf (2001)
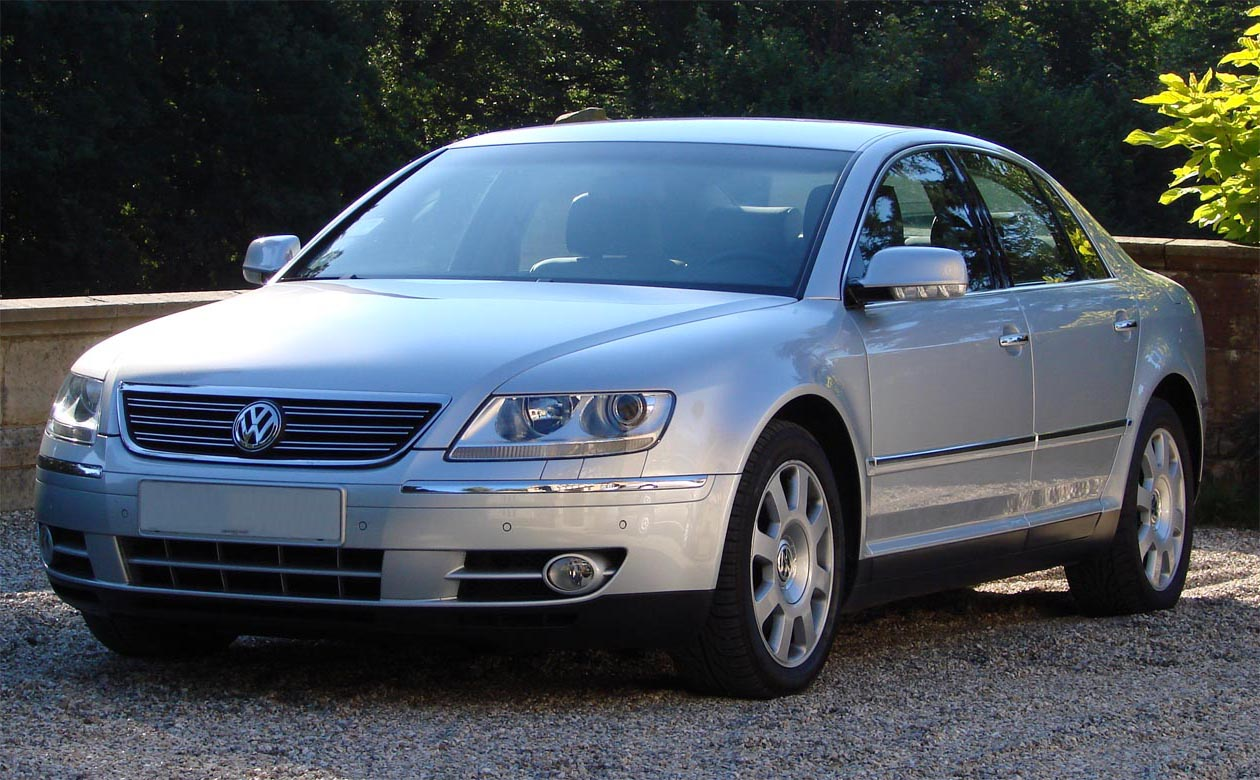
VW Phaeton (2005)